# (111468) Alba Regia
(111468) Alba Regia est un astéroïde de la ceinture principale.

## Description
(111468) Alba Regia est un astéroïde de la ceinture principale. Il fut découvert le 23 décembre 2001 à Piszkesteto par Krisztián Sárneczky et Gábor Fûrész. Il présente une orbite caractérisée par un demi-grand axe de 3,02 UA, une excentricité de 0,18 et une inclinaison de 8,0° par rapport à l'écliptique.

## Compléments